# کریس کران (بازیکن فوتبال، زاده ژانویه ۱۹۷۱)
کریس کران (انگلیسی: Chris Curran؛ زادهٔ ۶ ژانویهٔ ۱۹۷۱) بازیکن فوتبال اهل بریتانیا است.
از باشگاه‌هایی که در آن بازی کرده‌است می‌توان به باشگاه فوتبال کرو آلکساندرا، باشگاه فوتبال کارلایل یونایتد، و باشگاه ورزشی کیتچی اشاره کرد.